# Burton (Karolina Południowa)
Burton – jednostka osadnicza w Stanach Zjednoczonych, w stanie Karolina Południowa, w hrabstwie Beaufort.